# Ликунов, Иван Сергеевич
Иван Сергеевич Ликуно́в (1911—1943) — командир роты 130-го гвардейского стрелкового полка 44-й гвардейской стрелковой дивизии, 6-го гвардейского стрелкового корпуса, 1-й гвардейской армии, Юго-Западного фронта, гвардии лейтенант. Герой Советского Союза.

## Биография
Родился в 1911 году в селе Вознесенка Российской империи, ныне Родинского района Алтайского края, в крестьянской семье. Русский.
Работал в сельском хозяйстве.
В Красной Армии в 1933—1936 годах и с августа 1941 года. В боях Великой Отечественной войны — с августа 1941 года.
Командир роты 130-го гвардейского стрелкового полка кандидат в члены ВКП(б) гвардии лейтенант Иван Ликунов на рассвете 15 января 1943 года с 12-ю бойцами преодолел проволочные заграждение и ледяной вал из соломы и снега, ворвался на окраину посёлка Донской (у железнодорожной станции Красновка Тарасовского района Ростовской области) и захватил 3 дома. Группа бойцов во главе с командиром была окружена немцами, но, выдержав многочасовую осаду, нанесла им большой урон. Когда дома были подожжены, бойцы попытались в штыковом бою прорвать кольцо окружения. Гвардии лейтенант Иван Ликунов погиб в этом бою. Похоронен вместе с боевыми товарищами в братской могиле на станции Красновка.
Письмо Президиума Верховного Совета СССР — Ликуновой Анне Васильевне:

«Уважаемая Анна Васильевна!

По сообщению военного командования Ваш муж гвардии лейтенант Иван Сергеевич Ликунов погиб смертью храбрых в боях за советскую Родину.

За геройский подвиг, совершённый Вашим мужем Ликуновым Иваном Сергеевичем в борьбе с немецкими захватчиками, Президиум Верховного Совета СССР Указом от 31 марта 1943 г. присвоил ему высшую степень отличия — звание Героя Советского Союза. Посылаю Вам грамоту Президиума Верховного Совета СССР о присвоении Вашему мужу звания − Герой Советского Союза для хранения, как память о муже-герое, подвиг которого никогда не забудется нашим народом.

Председатель Президиума Верховного Совета СССР Н. Шверник».

Указом Президиума Верховного Совета СССР «О присвоении звания Героя Советского Союза начальствующему и рядовому составу Красной Армии» от 31 марта 1943 года за  «образцовое выполнение боевых заданий командования на фронте борьбы с немецкими захватчиками и проявленные при этом отвагу и геройство» удостоен звания Героя Советского Союза. Также награждён посмертно орденом Ленина.

## Память
- У перрона станции Красновка установлен памятник 13-ти Героям.
- В Москве в Центральном музее Вооруженных Сил оборудован стенд «Тринадцать Героев Красновки»[2].
- Именем Героя была названа улица в родном селе, а на доме, где он жил, установлена мемориальная доска.